# Parafia św. Kazimierza w Warren
Parafia św. Kazimierza w Warren (ang. St. Casimir Parish) – parafia rzymskokatolicka  położona w Warren, Rhode Island, Stany Zjednoczone.
Jest ona jedną z wielu etnicznych, polonijnych parafii rzymskokatolickich w Nowej Anglii.
Nazwa parafii jest związana z patronem, św. Kazimierzem Jagiellończykiem.
Ustanowiona w 1908 roku.
Parafia zamknięta – 2017.